# Argynnis sachalinensis
Argynnis sachalinensis är en fjärilsart som beskrevs av Matsumura 1925. Argynnis sachalinensis ingår i släktet Argynnis och familjen praktfjärilar. Inga underarter finns listade i Catalogue of Life.